# Potamofobia
La potamofobia (del griego  "potamós" (río) y phobos, miedo o fobia), es el miedo irracional y enfermizo a los ríos y cursos de agua. La potamofobia como otras tantas fobias, es un temor que aparece frente a determinadas situaciones en este caso los ríos.

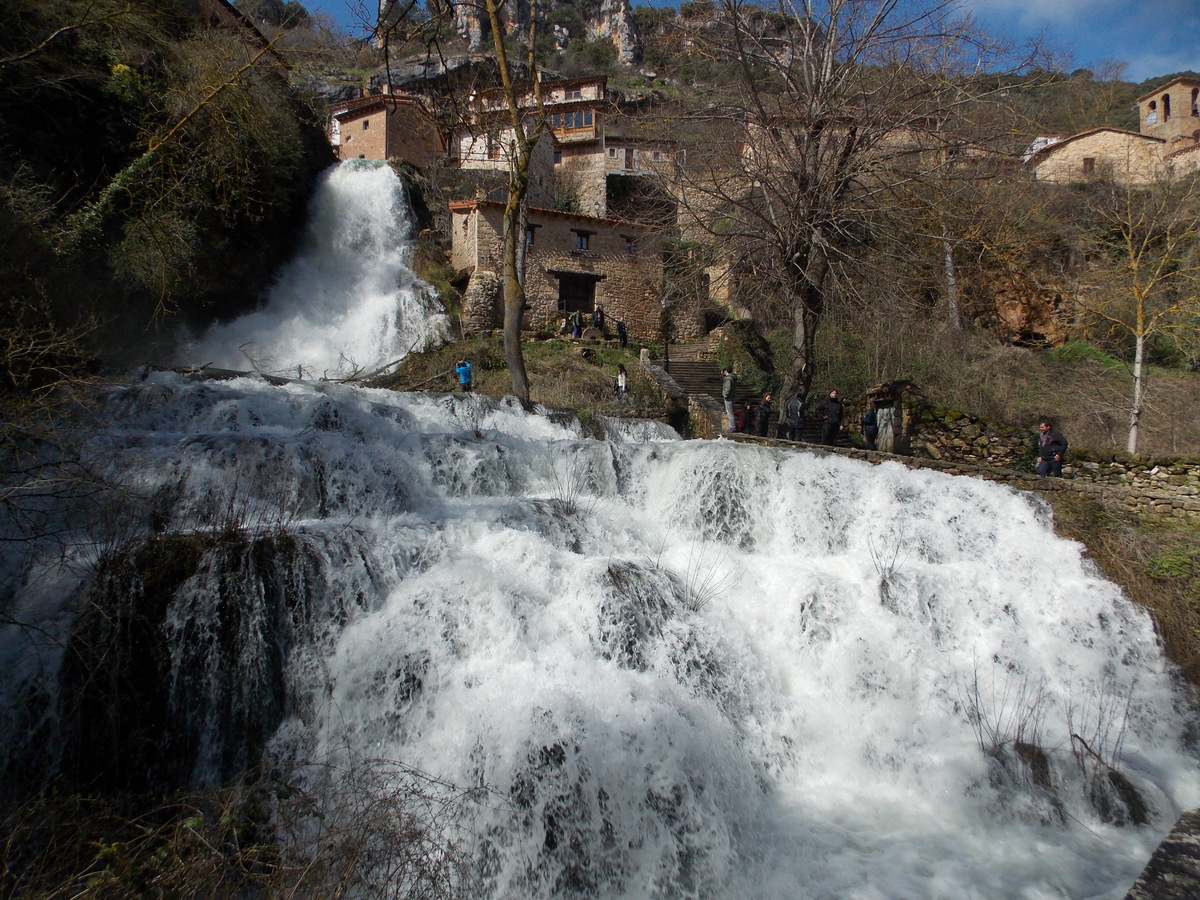
Curso de agua

Esta fobia puede ser perjudicial para nuestras vidas ya que nos limita hacer aquello que deseamos. 

## Síntomas y causas
Los síntomas de la potamofobia es que al estar cerca de los ríos nos puede causar miedo, pánico , latido cardíaco rápido, náusea, dificultad para respirar, boca seca y escalofrío.
La causa más común en este tipo de fobias es una experiencia traumante como ser arrastrado por la corriente al caer en un río o algún curso de agua o ver a alguien ser arrastrado hasta caer en unas cataratas y morir.

## Tratamiento
Si la fobia no causa problemas graves, la mayoría de los pacientes saben que simplemente evitando la fuente de su miedo es suficiente para mantener el control.
Algunas fobias no son posibles de evitar, como puede es el caso de la aerofobia (miedo a volar). En tales casos, se debe buscar la ayuda profesional.
La buena noticia es que con el tratamiento adecuado, la potamofobia pueden curarse. El tratamiento debe adaptarse al paciente para que funcione, no hay un solo tratamiento que funcione para todo el mundo.
El médico, psiquiatra y/o psicólogo, puede recomendar una terapia de conducta, medicamentos o una combinación de ambos. La terapia está dirigida a reducir los síntomas del miedo y la ansiedad, y ayudar a los pacientes a controlar sus reacciones frente a la fuente de su miedo en este caso los ríos.
- Datos: Q25406773